# Duszewo
Duszewo (bułg. Душево) – wieś w środkowej Bułgarii, w obwodzie Gabrowo, w gminie Sewliewo. Według danych Narodowego Instytutu Statystycznego, 31 grudnia 2011 roku wieś liczyła 678 mieszkańców.

## Historia
Do 1956 roku miejscowość nazywała się Duszowo. W trakcie wojny bałkańskiej dwie osoby wstąpiły do legionu Macedońsko-Adrianopolskiego.